# Richard Donchian
Richard Davoud Donchian (ur. we wrześniu 1905 w Hartfordzie, zm. 24 kwietnia 1993 w Pompano Beach) – amerykański ekonomista i przedsiębiorca pochodzenia ormiańskiego, twórca współczesnej teorii podążania za trendem, strategii żółwia i kanału Donchiana.

## Życiorys
Był synem Samuela B. Donchiana i Armenouhi A. Davoud. Uczęszczał do publicznych szkół w Hartfordzie i Watertow. W 1928 ukończył studia na Uniwersytecie Yale z dyplomem w dziedzinie ekonomii.
W wyniku krachu z 1929, w którym stracił swoje oszczędności, pod koniec lat 30. XX wieku zainteresował się analizą techniczną rynków finansowych.
Podczas II wojny światowej brał udział w inwazji na Sycylię, po wojnie powrócił do zainteresowań i został doradcą inwestycyjnym i analitykiem ekonomicznym, czego konsekwencją było założenie pierwszego publicznego funduszu towarowego Futures Inc.
Przez kolejne lata w różnych artykułach przedstawiał swoje koncepcje podążania za trendem oraz stworzył strategię żółwia.